# پاین ریج، شهرستان سیتروس، فلوریدا
پاین ریج (به انگلیسی: Pine Ridge) یک منطقهٔ مسکونی در ایالات متحده آمریکا است که در شهرستان سیتروس، فلوریدا واقع شده‌است. پاین ریج ۶۴٫۴ کیلومتر مربع مساحت و ۹٬۵۹۸ نفر جمعیت دارد.